# أنتوني مايلز (لاعب كرة سلة مواليد 1982)
أنتوني مايلز (بالإنجليزية: Anthony Myles)‏ مواليد 22 أكتوبر 1982 في شيكاغو، هو لاعب كرة سلة أمريكي. بدأ مسيرته الاحترافية في سنة 2004. يبلغ طوله 6 قدم 9 بوصة (2.1 م).

## المسيرة الاحترافية
لعب مع بانفيت لكرة السلة في الدوري التركي في سنة 2005، ثم لعب مع نادي ريد ستار لكرة السلة في موسم 2010–2011، ثم لعب مع لياونينغ فلاينج ليباردز في الدوري الصيني في سنة 2011.

## روابط خارجية
- أنتوني مايلز على موقع كرة السلة الأوروبية.كوم (الإنجليزية)
- أنتوني مايلز على موقع كلية كرة السلة في سبورتس رفرنس.كوم (الإنجليزية)
- أنتوني مايلز على موقع بروبوليرز (الإنجليزية)